# 前奏曲 (ドビュッシー)
クロード・ドビュッシーの作曲したピアノのための前奏曲（ぜんそうきょく、フランス語: Préludes）は、全24曲あり、各12曲からなる曲集『前奏曲集 第1巻』『前奏曲集 第2巻』に収められている。第1巻は1910年、第2巻は1913年に完成。

## 概要

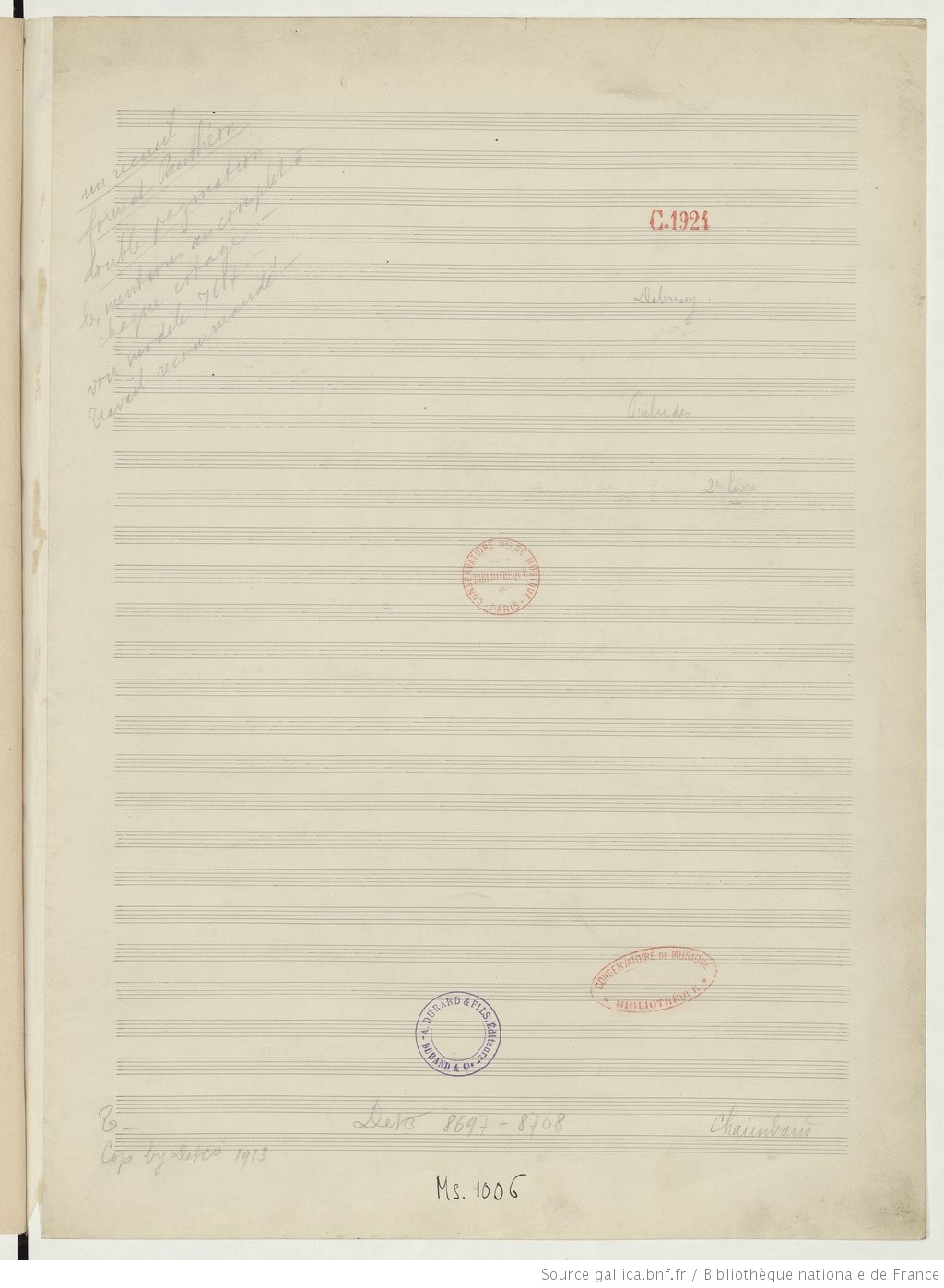
『前奏曲集 第2巻』自筆譜表紙（1911～1912）

バッハの『平均律クラヴィーア曲集』やショパンの『24の前奏曲』などと同様に、24曲からなる前奏曲集である。ただし、これらとは異なり24の調に1曲ずつを割り振ったものではない。
ピアノのための小品集ながらも、作曲語法のさまざまな試みや音楽的な美しさにおいて、ドビュッシーの後期における重要作品の位置を占めている。

### 第1巻
1909年12月から翌年2月にかけて約2か月の間に集中的に作曲された。古代ギリシャ、イタリア、スコットランド、スペイン、イギリス、アメリカ、フランスといった世界各国の音楽や芸術文化に喚起され、それらを採り入れた多彩な小品集である。初演はドビュッシー自身により第1、2、10、11曲が1910年5月5日に独立音楽協会で、全曲初演は、1911年5月3日にサル・プレイエルにおいてジャーヌ・モルティエにより行われた。

### 第2巻
1911年末から1913年初めにかけて作曲された。第11曲目「交代する三度」が作曲されたのは、ドビュッシーの音楽的革新に影響を与えたストラヴィンスキーの音楽との出会いの時期であった。第1巻とは対照的に独創的な音楽的想像力と語法の革新性に満ちた内容であり、幻想的な雰囲気が溢れる作品となっている。また、全12曲共に3段譜が駆使されているのも特徴的である。初演は、出版に先立ち1913年3月5日にドビュッシー自身により最初の3曲が初演された。

### 題名表記
初版が出版されたデュラン社の楽譜では、各曲の題名は楽譜の冒頭ページではなく、最後のページの下に右端あわせで«...Danseuses de Delphes»のように...付きで書かれている。これはドビュッシーにとって題名はあくまで付加物であって、必要以上に標題音楽として捉え過ぎないよう意図されていることを示している。
日本の出版社でも例えば音楽之友社（安川加壽子編註のドビュッシー・ピアノ曲全集、いわゆる「安川版」）ではこの表記に従って日本語訳を添えて書かれている。
このような表記はジャック・イベールのピアノ曲集『物語』（Histoires, アルフォンス・ルデュック社出版）などにも受け継がれている。

## 各曲の詳細
いくつかの曲には当時ドビュッシーが好んだ新しい響きが好んで用いられている。

### 第1巻
- 第1曲 デルフィの舞姫 - Danseuses de Delphes
デルフィとは、ギリシャのパルナッソス山のふもとにあった聖域デルポイのこと。冒頭に「遅く、荘重に」「静かに、音を保って」と書かれてあるように、古代ギリシャの神殿における巫女が厳かに歩む情景を描く。ドビュッシーはギリシャに訪れたことがなく、実際にはルーブル美術館の展示品、デルフィで発掘されたカリアティードの柱を参考にした。三拍子、サラバンド風の動きのうちに古代の雰囲気が醸し出される。
- 第2曲 ヴェール（帆） - Voiles
フランス語のvoile（単数形）はle voile（男性名詞）で女性の装身具「ヴェール」を、la voile（女性名詞）で「帆」を表すが、ドビュッシーは定冠詞を書いていない。曲中のほとんどを全音音階で占め、一瞬雲間から光が差すように五音音階が現れる。
- 第3曲 野を渡る風 - Le vent dans la plaine
吹き抜ける風を巧みに表したトッカータ風の曲。題名は、「そはやるせなのかぎり」というヴェルレーヌの詩の中の、ファヴァールによるエピグラフ（銘句）「野を渡る風は、息をとめて」から付けられている。
- 第4曲 夕べの大気に漂う音と香り - Les sons et les parfums tournent dans l'air du soir
題名は、フランス近代文学の大詩人ボードレールの詩「夕べの諧調」の1節から採られたもので、流動的なリズムや様々な和音の用法による微妙な表現の変化が夕暮れのイメージを映し出す。
- 第5曲 アナカプリの丘 - Les collines d'Anacapri
タランテラ舞曲が地中海のきらめくような明るさを描き、中間部ではナポリ民謡風（カンツォーネ風）の旋律が歌われる。アナカプリはイタリアにあるナポリ湾の島カプリの地名。冒頭に奏でられる五音音階による鐘の音を模したと思われるフレーズが全体を貫く。
- 第6曲 雪の上の足跡 - Des pas sur la neige
エレジー（哀歌）。持続的な引きずるようなリズムが凍りついた寂寥たる風景と孤独感を表現する。冒頭には「このリズムは悲しく冷たい遠景のような響きで」と書かれている。
- 第7曲 西風の見たもの - Ce qu'a vu le vent d'ouest
嵐の様々な表情を、2度でぶつかる和音をはじめとする斬新な響きを用いて表現している。「西風」は、フランスでは荒々しい風、突風のような不気味な風を象徴している。ダイナミクスの変化に富んでおり、冒頭部では、遠方で蠢くような風の不気味な気配が、突如として実態を持った嵐として荒れ狂う。不規則な拍感や、意表を突くように切り裂くような奏法は、気まぐれな風の不気味さと脅威を表現している。アンデルセンの童話「楽園の庭」からイメージを得ている。

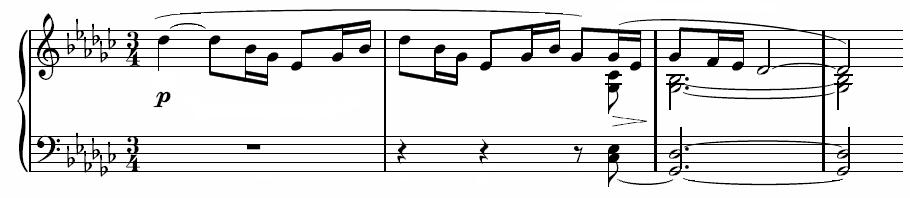
第8曲「亜麻色の髪の乙女」の冒頭

- 第8曲 亜麻色の髪の乙女 - La fille aux cheveux de lin
優しい旋律による叙情美溢れる曲。他の曲と趣が異なり、調性もはっきり変ト長調に定まった旋律的で短い小品である。これは元々が若年期に書かれた未発表の歌曲からの編曲であるとされる。ルコント・ド・リールの詩の一節から取られており、ド・リールの詩に歌曲を付ける試みはドビュッシー最初期の作品に見られる（クロード・ドビュッシー#歌曲参照）。
- 第9曲 とだえたセレナード - La sérénade interrompue
冒頭から「ギターのように」と書かれてあるように、ギターに乗って歌われるセレナードの情景。スペイン風の性格を持つ曲で、アルハンブラ宮殿の裏手にあるジプシーの居住区だったアルバイシン地区をイメージしている。ドビュッシーは「前奏曲集第一巻」の三、四年前に書かれたアルベニスのピアノ組曲イベリアを気に入り、時に弾いていたという逸話が残るため、参考にしたと考えられている。

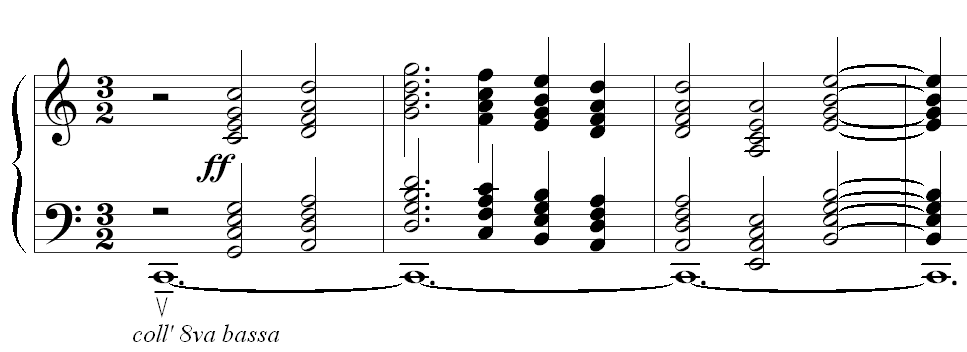
第10曲「沈める寺」の平行和音による動機

- 第10曲 沈める寺 - La cathédrale engloutie
不信心ゆえに海に沈んだカテドラル（大聖堂）がみせしめとしてしばしば海上に浮かび上がるというフランス・ブルターニュ地方のケルト族の伝説にもとづいた曲。ドビュッシーはエルネスト・ルナン著の「思い出　幼年時代と青年時代」 (Souvenirs d'enfance et de jeunesse) を読んでこの伝説に触発されたといわれる。神秘的な4度・5度の和音の連なりから3和音による大聖堂の出現へと高揚、聖歌も響くが、やがて再び沈んでいく。冒頭から「柔らかく響く霧の中で」→「少しずつ霧の中から現れるように」→「だんだん音量を上げて（速くせずに）」と目まぐるしく指示が変わり、幻の大聖堂が霧の中から徐々に現れ、再びまた沈んでいく様子が表現されている。ドビュッシー自身により初演され（1910年）、CD録音もある（1913年）。
- 第11曲 パックの踊り - La danse de Puck
ウィリアム・シェイクスピアの戯曲『夏の夜の夢』に登場する悪戯好きの妖精パックが動き回る様が、付点リズムを生かした軽妙な筆致で描かれる。イギリスの古い舞曲「ジーグ」の3連符が、軽やかな付点音符に置き換えられている。最後は逃げ去るように終わる。
- 第12曲 ミンストレル - Minstrels
白人が黒人に扮して歌い踊る陽気でユーモアに満ちた「ミンストレル・ショー」の情景。この曲では、ケークウォークのリズムが用いられている。これは『子供の領分』の「ゴリウォーグのケークウォーク」、あるいは教育用小品『小さな黒人』同様、当時パリのモンパルナス地区で流行していた黒人のダンス音楽に影響を受けている。ただしドビュッシーはジャズの影響は受けておらず、この点で後年ジャズの要素を取り入れたモーリス・ラヴェルとは異なる。

### 第2巻
- 第1曲 霧 - Brouillards
白鍵の和音と黒鍵の分散和音との短2度の衝突が生み出す響きが模糊とした情景を映し出す。この曲が作曲されたとき、ドビュッシーはちょうどストラヴィンスキーのバレエ音楽『ペトルーシュカ』に感銘を受けており、その影響が見られる。
- 第2曲 枯葉 - Feuilles mortes
半音と全音の組み合わせによる八音音階（後年メシアンにより「移調の限られた旋法」第2番と名付けられた）を曲中のほとんどで使用している。第1巻の『ヴェール（帆）』と同様に五音音階の使用も多い。
- 第3曲 ヴィーノの門 - La Puerta del Vino
ハバネラのリズムのうちに激しい情熱と甘美さが交錯する。グラナダのアルハンブラ宮殿にあるワインの門をイメージして作曲された。
- 第4曲 妖精たちはあでやかな踊り子 - Les Fées sont d'exquises danseuses
妖精の軽やかな動きを変化溢れる音の運動のうちに表し出した曲で、ジェームズ・バリーの小説『ケンジントン公園のピーター・パン』のアーサー・ラッカムの挿絵からヒントを得たという。スケルツォ-ワルツ-スケルツォの三部形式の構成からなる。
- 第5曲 ヒース - Bruyères
牧歌風の旋律が美しく織り成された雰囲気豊かな作品。第1巻の『亜麻色の髪の乙女』と同様の、はっきりした調（変イ長調）で書かれており、装飾的で上品な曲に仕上がっている。なお、題名の『ヒース』は花の名前でもあるが、そのヒースが茂る荒野のことも意味する。
- 第6曲 奇人ラヴィーヌ将軍 - Général Lavine - excentrique
第1巻の『ミンストレル』と同様の、ケークウォークのリズムが用いられている。そのリズムを生かしつつ、アメリカの道化俳優の動きを巧みに捉えた機知に溢れる曲である。
- 第7曲 月の光が降り注ぐテラス - La terrasse des audiences du clair de lune
デリケートな和音と音の動きが月夜の情景を現出する。冒頭に現れる動機は童謡『月の光に』の引用である。複合旋法を用いている。
- 第8曲 水の精 - Ondine
フリードリヒ・フーケの小説『ウンディーネ』につけられたラッカムの挿絵に霊感を得て書かれたもので、多様に変化する細かな音の運動による幻想的な曲。冒頭に「スケルツァンド」と書かれてあるように、スケルツォ的な曲となっている。
- 第9曲 ピクウィック殿をたたえて - Hommage à S. Pickwick Esq. P.P.M.P.C.
チャールズ・ディケンズの小説『ピクウィック・ペイパーズ』の主人公をパロディ風に描いた曲で、イギリス国歌「神よ女王を守りたまえ」が引用される[注 1]。
- 第10曲 カノープ - Canope
題名は古代エジプトのカノプス壺に由来する。
- 第11曲 交代する三度 - Les tierces alternées
この曲のみ、他の楽曲のように叙情的な題名がつけられておらず、無機的な運動からなる曲である。これは後年のドビュッシー最後のピアノ独奏曲集となった『練習曲集』を予感させるものとなっている。フランス・バロック風のトッカータ的に書かれた曲。
- 第12曲 花火 - Feux d'artifice
7月14日のフランス革命記念日の情景。素早い音の動きのうちにドビュッシーの大胆な音響実験とピアノの名技性とが結び付いた曲で、「遠く lointain」の賑わいに始まり、夜空に炸裂する花火の投影を表している。最後の部分に、フランス国歌「ラ・マルセイエーズ」が引用される。

## 編曲
- ドビュッシー自身はこれらの曲については一切のオーケストラ編曲を残していない。
- 「ミンストレル」にはドビュッシーによるヴァイオリンとピアノのための編曲版が存在する。
- 「亜麻色の髪の乙女」については、ドビュッシーの友人で『聖セバスティアンの殉教』『おもちゃ箱』などのオーケストレーションを担当したアンドレ・カプレによる編曲がある。またヴァイオリン、フルート、サクソフォーンなどをはじめとした独奏旋律楽器とピアノ、あるいはハープなどのためのさまざまな編曲が存在し、それらも親しまれている。ヴァイオリン編曲版はヤッシャ・ハイフェッツによるものが有名で、演奏しやすいよう半音高くト長調に編曲されている。
- レオポルド・ストコフスキーの編曲による『沈める寺』の管弦楽版があり、録音もされている。
- 「雪の上の足跡」、「亜麻色の髪の乙女」、「沈める寺」は、冨田勲によるシンセサイザー編曲が、アルバム『月の光』に収録されている。
- 近年ではコリン・マシューズやピーター・ブレイナー[1]が全曲のオーケストレーションを手がけている。ハンス・ヘンケマンス、ハンス・ツェンダーも一部の曲のオーケストレーションを手がけている。
- 2019年に発売されたコンピュータゲーム『Untitled Goose Game 〜いたずらガチョウがやって来た!〜』では、ピアノ演奏された「ミンストレル」が用いられており、ダン・ゴールディング（英語版）が編曲を手がけた。操作キャラクターであるガチョウの動きに合わせて曲の雰囲気が変わる仕掛けが取られている[2][3]。

## その他
- 「亜麻色の髪の乙女」は、ヴィレッジ・シンガーズや島谷ひとみが歌った同名曲とは、題名の一致以外には何の関係もない。
- 第1巻 第12曲は「吟遊詩人」と訳されることもあるが、これは誤りで、正しくはミュージック・ホールで白人が黒人になりすまして演じるショーの芸人を指している。詳しくは、ミンストレル・ショーを参照のこと。

## 楽譜
- デュラン社版
- ペータース社版
- ヘンレ社原典版
- ベーレンライター出版社版
- リコルディ社版（イェルク・デームスによる運指付き）
- 全音楽譜出版社版
- 春秋社版 - 井口基成による校訂版。
- 音楽之友社版 - 下記の2つの版が存在する。
  - 安川加壽子による校訂版。第1巻が「ドビュッシー ピアノ曲集 V」として1969年に、第2巻が「ドビュッシー ピアノ曲集 VI」として1975年に刊行。
  - 山崎孝による校訂版。フランスの女性ピアニストジェルメーヌ・ムニエの序文と解説が掲載されている。2002年刊行のニュー・スタンダード・ピアノ曲集「ドビュッシー ピアノ作品集1」、「ドビュッシー ピアノ作品集2」のリニューアル版として2021年に刊行。
- ハンナ版 - ジョベール版を底本とした中井正子による校訂版。